# Neckera comes
Neckera comes là một loài rêu trong họ Neckeraceae. Loài này được Griff. mô tả khoa học đầu tiên năm 1843.